# Ініціатива працівнича
Загальнопольська профспілка «Ініціатива працівнича» (пол. Ogólnopolski Związek Zawodowy „Inicjatywa Pracownicza”) – польське анархо-синдикалістське об'єднання профспілок. Базується на принципах самоврядування, федералізму і прямої демократії.

## Цілі «Ініціативи працівничої»
Основною метою діяльності «Ініціативи працівничої» є захист трудових прав і свобод членів профспілки і популяризація кооперативів, самоврядування і солідарності у відносинах між людьми. Організація також висуває низку законодавчих і соціальних вимог. 

### Законодавчі вимоги
- Припинення будь-яких законодавчих дій, спрямованих на обмеження трудових прав.
- Скасування правових обмежень, що ускладнюють перетворення державних підприємств у кооперативи робітників.
- Зміна законодавства, що дозволяє реалізувати неавторитарні методи управління в кооперативах праці.

### Вимоги соціальні
- Встановлення суми допомоги по безробіттю на рівні мінімальної заробітної плати, скорочення до шести місяців періоду роботи, необхідного для набуття права на допомогу і встановлення залежності періоду надання допомоги від рівня безробіття в регіоні.
- Встановлення мінімальної заробітної плати на рівні 50% середньої заробітної плати.
- Додаткове житлове будівництво для людей із низькими доходами та припинення реприватизації муніципальних будівель.
- Встановлення максимального терміну працевлаштування на випробувальний термін на рівні шести місяців і ліквідація всіх нестабільних форм зайнятості.
- Встановити пенсійний вік на рівні 60 років, незалежно від статі і стажу роботи.

## Діяльність профспілки
Ще до офіційної реєстрації профспілки активісти Ініціативи були залучені до низки акцій протесту проти ліквідації робочих місць і порушень трудових прав. У 2002 році «Ініціатива працівнича», серед іншого, взяла участь в акціях протесту проти масового звільнення в Познані на заводі Цегельського, брала участь в акціях протесту, організованих Республіканським комітетом протесту і була співорганізатором святкування річниці Познанського червня поряд із «Солідарністю 80» і «Конфедерацією Праці».
У 2003 році Ініціатива була організатором першої Загальнопольської робітничої конференції, яка дала початок серії зустрічей робітничих активістів у наступні роки.
Протягом наступних років Ініціатива брала участь у багатьох акціях протесту по всій країні, зокрема на Пошті Польській, в супермаркетах Ашан і Kaufland, на заводі Цегельський – Познань, а також у службі охорони здоров'я.
У 2012 році представники Ініціативи брали участь у блокаді маршу неонацистів у Франкфурті-на-Одері.
У червні 2012 Ініціатива була одним із організаторів кампанії під гаслом «Хліба замість видовищ» проти організації в Польщі Чемпіонату Європи з Футболу.